# Sara Klisura
Sara Klisura (ur. 15 lipca 1992 w Suboticy) – serbska siatkarka, grająca na pozycji przyjmującej. 

## Sukcesy klubowe
Liga serbska:
- 2010, 2011
- 2012

Liga rumuńska:
- 2015
- 2017, 2019, 2025[2]

Liga węgierska:
- 2022[3]

Liga chińska:
- 2023[4]

## Sukcesy reprezentacyjne
Mistrzostwa Europy Kadetek:
- 2009

Mistrzostwa Świata Kadetek:
- 2009

Liga Europejska:
- 2010

Mistrzostwa Europy Juniorek:
- 2010

## Nagrody indywidualne
- 2009: Najlepsza serwująca Mistrzostw Europy Kadetek
- 2009: Najlepsza serwująca Mistrzostw Świata Kadetek